# The Nights
The Nights är en låt av svensk musikproducent och DJ Avicii, med okrediterad sång från amerikansk sångare och låtskrivare Nicholas Furlong. Den släpptes ursprungligen som en ljudvideo på Aviciis officiella YouTube-kanal den 17 november 2014. Låten släpptes senare av PRMD Music och Universal Island på Aviciis The Days / Nights den 1 december 2014, och därefter den 11 januari 2015 i Storbritannien. Låten toppade som plats 6 på UK Singles Chart och plats 1 på UK Dance Chart.

## Musikvideo
Den 15 december 2014 släpptes den officiella musikvideon till "The Nights" på YouTube. Videon producerades, regisserades av och har huvudrollerna Rory Kramer, som filmade ett sprudlande minne av sitt eget liv på berg-och dalbanor, surfing, snowboard, skateboard, ballongflygning, samt att göra en fyrdörrars cabriolet av en Toyota.